# Giorgio Sanguinetti
Giorgio Sanguinetti (...) è un musicologo italiano, che si occupa principalmente di teoria e analisi della musica.
È autore di The Art of Partimento: History, Theory and Practice, la prima monografia dedicata alla storia, alla teoria e alla pratica dell'insegnamento del partimento praticato nei conservatori di musica di Napoli dalla fine del XVII secolo alla metà del XIX secolo. Sanguinetti è professore ordinario di Teoria e Analisi della Musica presso l' Università di Roma Tor Vergata . 

## Formazione
Sanguinetti si è diplomato in pianoforte al Conservatorio di Milano nel 1976 e in composizione al Conservatorio Statale di Musica "Gioachino Rossini" nel 1993. Dopo il diploma, Sanguinetti ha studiato pianoforte con Vera Gobbi Belcredi e composizione con Vieri Tosatti a Roma. Nel 1994, Sanguinetti ha anche studiato privatamente l'analisi schenkeriana con Carl Schachter a New York. 

## Premi
- Premio Wallace Berry (2013) - The Art of Partimento [3]

## Opere
- Giorgio Sanguinetti, The Art of Partimento: History, Theory, and Practice, Oxford University Press, May 24, 2012, ISBN 9780195394207.